# Tedania diversirhaphidiophora
Tedania diversirhaphidiophora är en svampdjursart som beskrevs av Brøndsted 1924. Tedania diversirhaphidiophora ingår i släktet Tedania och familjen Tedaniidae. Inga underarter finns listade i Catalogue of Life.